# Tahar Haddad
Tahar Haddad (en árabe: الطاهر الحداد‎), (Túnez, 4 de diciembre de 1899 - 7 de diciembre de 1935) fue un pensador reformista, sindicalista y político tunecino. Hizo campaña por el desarrollo de la sociedad tunecina a principios del siglo XX. Es conocido por haber luchado activamente por los derechos sindicales de los trabajadores tunecinos, la emancipación de las mujeres tunecinas y la abolición de la poligamia en el mundo árabo-musulmán. Está considerado un precursor del feminismo en Túnez. En su obra más conocida, Nuestra mujer en la legislación islámica y la sociedad (1930) presenta su programa de reforma social a través de la emancipación y liberación de la mujer que años después fue recogido en el Código del Estatuto Personal aprobado en 1956. Tahar Haddad era contemporáneo y amigo del poeta Abou el Kacem Chebbi y del sindicalista Mohamed Ali El Hammi. Su pensamiento es la prolongación de la corriente reformista iniciada por Kheireddine Tounsi, Mahmoud Kabadou, Ahed Ibn Abi Dhiaf o Mohamed Snoussi.

## Biografía
Nacido en 1899 en Túnez, en el seno de una familia modesta de El Hamma de Gabes en el sur del país, su padre era un comerciante de aves en el mercado central. Haddad siguió una educación tradicional: estudió en una madrasa durante seis años antes de ingresar en 1911 en la Universidad Zitouna, donde estudió dos años de derecho. Se graduó en 1920. Recibió formación del intelectual reformista argelino Abdelhamid Ben Badis.

### Actividades sindicales
Frente a una carrera de notario que consideraba demasiado restrictiva  se adhirió al movimiento nacional por la independencia y fue miembro activo de Destour desde su fundación, responsabilizándose de la propaganda. Pero rápidamente abandonó el partido, molesto por sus inercias internas y empezó a trabajar como periodista mientras se involucraba en el movimiento sindical tunecino que estaba surgiendo en ese momento. Fundó con Mohamed Ali El Hammi, en junio de 1924 la Asociación de Cooperación Económica y participó en la constitución de la Confederación General de Trabajadores Tunecinos (CGTT) en diciembre del mismo año. Posteriormente frecuentó diferentes círculos, tanto los conservadores de Zitouna como los modernistas de la Asociación de Antiguos Alumnos del Sadiki College y de Khaldounia. En 1927 publicó su primera obra titulada Les Travailleurs tunisiens et la creation du Mouvement Syndicale, (Los trabajadores tunecinos y la creación del movimiento sindical) presentando un programa para la mejora de la condición de los trabajadores.

### Lucha por los derechos de las mujeres: posiciones de vanguardia
En 1928 y principios de 1929, Haddad escribió un buen número de artículos sobre la educación de las mujeres y su emancipación jurídica y social en el periódico As-Sawab dirigido por Hédi Laâbidi. Estos escritos son la fuente de su obra más conocida, Nuestra mujer en la legislación islámica y la sociedad ( 1930 ), en la que presenta su programa de reforma social a través de la emancipación y liberación de la mujer. Haddad desarrolla en el texto, basándose en numerosas citas del texto sagrado del Islam, una lectura modernista del Corán  ¨"demostrando que el texto fundador no contiene prescripciones prohibiendo la emancipación de la mujer". Por lo tanto, nada impide que las mujeres tunecinas tengan los mismos derechos de los que disponen las mujeres francesas. : protección contra el repudio, posibilidad de rechazar la poligamia o derecho a elegir cónyuge. Incluso llega a proponer una reforma del sistema sucesorio proponiendo aplicar la regla de cuotas iguales.
En su libro de 1930, escribió:

Así es como la ley musulmana había dictado que las mujeres debían depender de los hombres así como las demás prescripciones basadas en este principio y en las que algunos juristas se apoyan para explicar esta diferencia en el compartir, en particular por el hecho de que debe ser responsabilidad de hombre. Pero nada nos lleva a creer en la eterna inmutabilidad de este principio, sobre todo porque la ley musulmana a menudo había superado esta dificultad en consideración de la evolución de los tiempos [...] Hoy, la mujer moderna, bajo la influencia del espíritu de su tiempo en su educación y su instrucción, participó seriamente en la lucha de la vida, en los campos de la agricultura, el comercio y la industria [...] Este aspecto de la emancipación femenina es sin duda una prueba de que la condición que ella padeció durante un largo período de la historia no era inevitablemente inherente a su feminidad. Pero solo un largo período que ella ha atravesado y actualmente se está preparando para ponerse al lado del hombre ante las responsabilidades de la vida con todo lo que ello conlleva de alegrías y peligros. Durante este tiempo, el cuidado de los niños se confiará a los jardines de infancia, que serán lo suficientemente numerosos. El hombre y la mujer podrán entonces beneficiarse por igual de las alegrías de la vida y las ventajas de las leyes.

El libro provocó un verdadero escándalo y las ideas que se desarrollaron en él encontraron una fuerte oposición de los sectores más conservadores de la sociedad. Haddad fue objeto de una violenta campaña de desprestigio por parte de miembros de Destour y la jerarquía conservadora de Zitouna a pesar de que la obra fue concebida en base a un cuestionario enviado a profesores de la prestigiosa universidad tunecina. De hecho, Tahar Haddad se equivocó al desarrollar explícitamente todas las implicaciones de la lenta modernización de una sociedad tunecina paralizada por el repentino descubrimiento de su propia evolución: "El escándalo causado por el libro se debe principalmente al hecho de que los cambios no se expresan y, por lo tanto, no deben reconocerse."

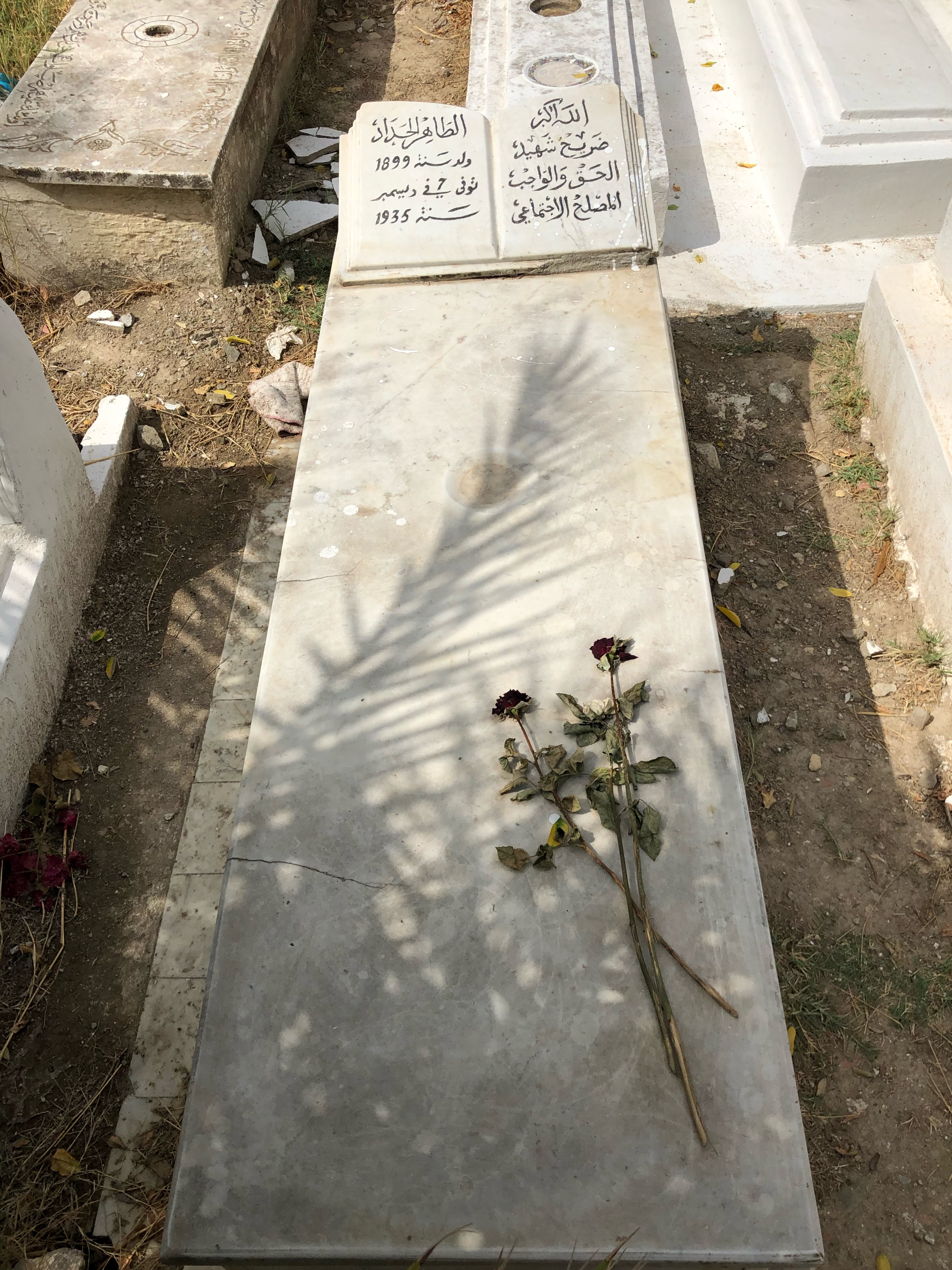
Tumba de Haddad en el cementerio de Djellaz

Mientras la junta directiva de la mezquita de Zitouna prepara la condena a las palabras de Haddad sus amigos le organizaron el 17 de octubre de 1930 una recepción en el casino Belvédère, con motivo de la publicación de su libro. Están presentes 130 personas, entre ellas Zine el-Abidine Snoussi, Mahmoud El Materi y Hédi Laâbidi. Abou el Kacem Chebbi, enfermo, no puede asistir y deja un mensaje escrito pidiendo disculpas por su ausencia mientras Mohamed Tlatli se retira, mientras presidía la ceremonia. Finalmente es reemplazado por Rachid Ben Mustapha  . Sin embargo, la publicación del libro prohibió a su autor continuar los estudios iniciados en 1928 en la Facultad de Derecho de Túnez .
Tahar Haddad consciente de su ostracismo abandona Túnez tres años después. Fue en el exilio cuando sufrió un infarto. Murió de tuberculosis  el 7 de diciembre de 1935 en completo aislamiento.

## Legado
Solo varios años después de su muerte, Haddad fue rehabilitado y se reconoció su contribución. De hecho, sus ideas se tienen en cuenta durante el diseño y la promulgación, el 13 de agosto de 1956 del Código del estatuto personal. Mohamed Charfi también es considerado uno de sus herederos y sucesores, escribiendo en 1999, Islam y libertad: el malentendido histórico, donde muestra la necesaria necesidad de reformas unidas a la adopción de una actitud moderna hacia la religión.
Sin duda, Tahar Haddad tuvo oponentes, pero también mucho apoyo. Algunos han dicho de él que fue "una personalidad dotada de una capacidad intelectual excepcional sin parangón en la sociedad tunecina desde Ibn Jaldún 600 años atrás. En su libro Tahar Haddad publicado en 1957, Aboulkacem Mohamed Karou declara que "Haddad ha militadocon su pluma y su ingenio, su poesía y su prosa como nadie antes que él y nadie más hasta ahora [...] Sacrificó su vida para defender la libertad de expresión e investigación".
En 1974 se inauguró en la medina de Túnez el Club Cultural Tahar Haddad. Su primera directora fue la periodista y feminista Jalila Hafsia. El centro se centró en la idea de defender los derechos de las mujeres. Solía albergar un club para mujeres activistas en los años 80, donde se encontraban muchas de las feministas protagonistas del movimiento activista a principios del siglo XXI.

## Condecoraciones
De manera póstuma, en el 80 aniversario de su muerte se le concedió el rango de Gran Oficial de la Orden de la República (primera clase).

## Pensamiento
Las ideas de Tahar Haddad se sitúan en la corriente reformista iniciada en el siglo XIX por Kheireddine Pasha, Ibn Abi Dhiaf, Mohamed Snoussi y otros pensadores tunecinos que defendieron la idea del modernismo. Sus propuestas a favor de la condición de la mujer y la reforma social en Túnez no pueden ser consideradas como una simple transferencia del modelo europeo y basarse en lo acorde con la Sharia  . En su obra principal, Haddad se opone a los prejuicios vinculados al estatus de la mujer, que según él se atribuyen injustamente al Islam, y pide el regreso a la ijtihad. Ofrece un nuevo modelo interpretativo para lograr la adaptación del Islam a la modernidad, al resaltar una lectura dinámica de los textos bíblicos. Distingue dos niveles en el mensaje profético, las "verdades consideradas inmutables" que no están sujetas a ninguna interpretación y no pueden ser modificadas (la unicidad de Dios, la existencia de la justicia divina, juicio final, etc.) y las verdades, por el contrario llamadas mutables, lo que refleja las costumbres de los árabes del VII º siglo (relaciones matrimoniales y sociales) que estaría sujeto a interpretación y evolución  . Está convencido de que la religión islámica puede adaptarse en cualquier lugar y en cualquier momento. Por eso, según él, es necesaria una reforma social radical. Sus ideas convergen con las del pensador egipcio Qasim Amin (1863-1908), autor de La mujer nueva .
Posiciones sobre aspectos concretos:
- Derechos civiles: demostró que el Islam originalmente consideraba a la mujer como igual al hombre, tanto en términos de derechos como de deberes.
- Propiedad: La mayoría de las mujeres solían ceder sus propiedades a sus maridos o padres. Rechazó esta tradición e instó a las mujeres a reclamar el derecho al control total sobre sus propiedades.
- Testigo/ trabajo como jueza:  A las mujeres se les negó el derecho a ocupar cargos judiciales o testificar en los tribunales. Explicó que nada en el Islam impedía que las mujeres disfrutaran de esos derechos.
- Herencia: criticó el sistema de sucesiones: discriminatorio
- Derecho al trabajo: reconoció el derecho de las mujeres al trabajo
- Educación: Afirmó que es totalmente absurdo otorgar ese derecho a los hombres y no a las mujeres que representan “la mitad de la humanidad”. Las mujeres tienen derecho a terminar sus estudios y participar activamente en todos los campos de la vida.
- Matrimonio:

. Consentimiento: llamó a liberar a las mujeres de la tradición de casarse con ellas a una edad temprana. También destacó el hecho de que no existirá una familia feliz si los padres siguen arreglando el matrimonio con sus hijas en contra de su voluntad.
. Confinamiento: Condenó el sistema de castigo moral que se aplicaba en ese momento conocido como “Dar Jwad”: cuando un marido que estaba disgustado con el comportamiento de su esposa la repudiaba y la enviaba a esa casa de Dar Jwad para ser sometida a severas gobierna hasta que se arrepienta y declare su deseo de reanudar su vida conyugal.
- Divorcio: En nombre del Islam, nuestro reformador islámico modernizador denunció los abusos contra las mujeres por los cuales un esposo podía divorciarse de su esposa sin motivo ni explicación, dejándola a ella ya sus hijos por otra esposa. "El Islam es inocente de las acusaciones que se hacen a menudo"  "Es la religión del progreso por excelencia". Sugirió que tales desacuerdos deben llevarse ante un tribunal legal competente que esté acreditado para disolver el vínculo matrimonial.
- Poligamia: Explicó la referencia del Corán a la poligamia y reclamó la abolición de la poligamia, que él considera nada más que una práctica “Jahiliya” (período preislámico).

## Publicaciones
- L'Éducation islamique et le mouvement de réforme à la Zitouna ;
- Les Travailleurs tunisiens et la naissance du mouvement syndical publié en 1927 et réédité en 1966 par la Maison tunisienne de l'édition ;
- Notre femme dans la législation islamique et la société publié en 1930 et réédité sous le titre Notre femme, la législation islamique et la société, Tunis, Maison tunisienne de l'édition, 1978 ;
- Œuvres complètes, Tunis, Ministère de la Culture et de la Sauvegarde du patrimoine, 1999 (trois volumes présentés et établis sous la direction d'Ahmed Khaled) ;
- Pensées, Tunis, La Presse, 1993 ISBN 9973752031 ;
- Recueil de poèmes.

### Filmografía
- Thalathoun, película de Fadhel Jaziri, Nouveau Film Productions, Túnez, 2008